# ادبان پارک (کنتاکی)
ادبان، پارک (به انگلیسی: Audubon Park) شهری در ایالت کنتاکی کشور ایالات متحده آمریکا است که جمعیت آن در سرشماری سال ۲۰۱۰ میلادی، ۱٬۴۷۳ نفر بوده‌است.